# میمز (فلوریدا)
میمز (به انگلیسی: Mims) یک منطقهٔ مسکونی در ایالات متحده آمریکا است که در شهرستان بروارد، فلوریدا واقع شده‌است. میمز ۵۷٫۹ کیلومتر مربع مساحت و ۷٬۰۵۸ نفر جمعیت دارد و ۱۰ متر بالاتر از سطح دریا واقع شده‌است.